# Malta op het Eurovisiesongfestival 2012
Malta nam deel aan het Eurovisiesongfestival 2012 in Bakoe, Azerbeidzjan. Het was de 25ste deelname van het land op het Eurovisiesongfestival. PBS was verantwoordelijk voor de Maltese bijdrage voor de editie van 2012.

## Selectieprocedure
PBS, de Maltese staatsomroep, hield voor het grootste deel vast aan het systeem van de nationale voorronde van 2011. De inzendingen moesten op 20 en 21 oktober persoonlijk worden afgeleverd op het kantoor van de Maltese openbare omroep. Buitenlandse componisten waren toegestaan en de omroep had het recht om wild cards uit te delen, wat het uiteindelijk niet deed. Op 3 februari 2012, één dag voor de grote finale, vond een voorronde plaats met 24 kandidaten. Acht van hen vielen af. Onder hen vele voormalige deelnemers, en één voormalige deelnemer aan het Eurovisiesongfestival zelf: Fabrizio Faniello. Hij vertegenwoordigde de eilandstaat in 2001 en in 2006.
Uiteindelijk won Kurt Calleja Malta Eurovision Song Contest 2012, en dit met het nummer This is the night. Hij zal zodoende Malta vertegenwoordigen op het Eurovisiesongfestival 2012, in de Azerbeidzjaanse hoofdstad Bakoe.

## Malta Eurosong 2012

### Halve finale
3 februari 2012
| Volgorde | Artiest                     | Lied                      |
| -------- | --------------------------- | ------------------------- |
| 1        | Danica Muscat               | 7 days                    |
| 2        | Janvil                      | You are my life           |
| 3        | Isabelle Zammit             | Walk on water             |
| 4        | Francesca Borg              | Take me far               |
| 5        | Klinsmann                   | No way back               |
| 6        | Richard Edwards             | Look at me now            |
| 7        | Annalise Ellul              | Whoop it up!              |
| 8        | Kurt Calleja                | This is the night         |
| 9        | Romina Mamo                 | DNA                       |
| 10       | Nadine Bartolo              | Can't get away            |
| 11       | Lawrence Gray               | In your eyes              |
| 12       | Kaya                        | First time                |
| 13       | Claudia Faniello            | Pure                      |
| 14       | Jessika Muscat              | Dance romance             |
| 15       | Wayne Micallef              | Time                      |
| 16       | Dorothy Bezzina             | Autobiography             |
| 17       | Gianni                      | Petals on a rose          |
| 18       | Fabrizio Faniello           | I will fight for you      |
| 19       | Janice Mangion              | While her eyes still grow |
| 20       | Eleanor Cassar              | I want to runaway         |
| 21       | Corazon Mizzi               | Mystifying eyes           |
| 22       | Deborah C feat. Leila James | You make me go uh uh!     |
| 23       | Anna Azzopardi              | Still waiting             |
| 24       | Amber                       | Answer with your eyes     |

### Finale
4 februari 2012
| Plaats | Artiest                     | Lied                  | Jury | Publiek | Totaal |
| ------ | --------------------------- | --------------------- | ---- | ------- | ------ |
| 1      | Kurt Calleja                | This is the night     | 60   | 24      | 84     |
| 2      | Claudia Faniello            | Pure                  | 64   | 14      | 78     |
| 3      | Amber                       | Answer with your eyes | 54   | 0       | 54     |
| 4      | Gianni                      | Petals on a rose      | 22   | 20      | 42     |
| 5      | Richard Edwards             | Look at me now        | 16   | 16      | 32     |
| 6      | Fabrizio Faniello           | I will fight for you  | 19   | 12      | 31     |
| 7      | Lawrence Gray               | In your eyes          | 23   | 6       | 29     |
| 8      | Dorothy Bezzina             | Autobiography         | 25   | 2       | 27     |
| 9      | Danica Muscat               | 7 days                | 25   | 0       | 25     |
| 10     | Corazon Mizzi               | Mystifying eyes       | 6    | 10      | 16     |
| 11     | Francesca Borg              | Take me far           | 6    | 4       | 10     |
| 12     | Wayne Micallef              | Time                  | 10   | 0       | 10     |
| 13     | Kaya                        | First time            | 1    | 8       | 9      |
| 14     | Janvil                      | You are my life       | 8    | 0       | 8      |
| 15     | Deborah C feat. Leila James | You make me go uh uh! | 7    | 0       | 7      |
| 16     | Klinsmann                   | No way back           | 0    | 0       | 0      |

## In Bakoe
In Bakoe trad Malta aan in de tweede halve finale, op donderdag 24 mei. Met een zevende plaats ging het door naar de finale, waar het de 21e plaats behaalde.